# Trattato Li-Lobanov
Il trattato Li-Lobanov, firmato il 27 maggio 1896, fu un accordo diplomatico tra l'Impero russo e la dinastia Qing della Cina. Il trattato prende il nome dai suoi principali negoziatori: Li Hongzhang, alto funzionario cinese, e Aleksej Lobanov-Rostovskij, ministro degli esteri russo.

## Contesto storico
Alla fine del XIX secolo, la Russia e la Cina avevano interessi comuni nell'Asia orientale, in particolare per contrastare l'influenza giapponese dopo la prima guerra sino-giapponese (1894-1895). La sconfitta cinese e il conseguente trattato di Shimonoseki avevano indebolito la posizione della Cina, rendendola più incline a cercare alleanze con altre potenze.

## Contenuto del trattato
Il trattato stabiliva diversi punti fondamentali:
- La concessione alla Russia del diritto di costruire la Ferrovia Orientale Cinese,[3] un collegamento ferroviario strategico che attraversava la Manciuria per facilitare i trasporti tra la Russia e il porto di Vladivostok.
- Il rafforzamento della cooperazione militare tra Russia e Cina, con un'intesa sulla difesa congiunta in caso di aggressioni esterne.[4]
- L'influenza russa in Manciuria aumentava significativamente, garantendo a Mosca un vantaggio strategico nella regione.

## Conseguenze
Il trattato Li-Lobanov consolidò l'influenza russa in Manciuria e fu un passo fondamentale nella politica espansionistica russa in Estremo Oriente. Tuttavia, l'accordo suscitò tensioni con altre potenze, in particolare con il Giappone, contribuendo a creare le premesse per il successivo conflitto russo-giapponese del 1904-1905.